# 南法蒂馬
22°22′26″S 54°30′50″W / 22.37389°S 54.51389°W
南法蒂馬（葡萄牙語：Fátima do Sul），是巴西的城鎮，位於該國中西部，由南馬托格羅索州負責管轄，始建於1954年7月9日，面積315平方公里，海拔高度352米，2013年人口19,260，人口密度每平方公里60.36人。